# Provincia di Hermanas Mirabal
Hermanas Mirabal è una delle 32 province della Repubblica Dominicana. Il suo capoluogo è Salcedo. Fino al novembre del 2007 era denominata provincia di Salcedo.

## Geografia antropica

### Suddivisioni amministrative
La provincia si suddivide in 3 comuni e 2 distretti municipali (distrito municipal - D.M.):
- Salcedo
- Tenares
- Villa Tapia